# Толок, Татьяна Алексеевна
Татьяна Алексеевна Толок (до 2023 — Кадочкина; род. 21 марта 2003, Оренбург) — российская волейболистка, нападающая-доигровщица.

## Биография
Волейболом начала заниматься в Нижнем Новгороде, куда в 2009 году переехала с семьёй из Оренбурга. За нижегородскую «Губернию» с 2009 года выступал её отец — волейболист Алексей Кадочкин (1981 г.р., с 2017 — спортивный директор ВК «Спарта»). В 2010 году Татьяна была принята в нижегородскую СДЮСШОР № 4 к тренеру А. Ф. Мирошниченко.
В 2017 году Кадочкина переехала в Казань в училище олимпийского резерва и с того же года стала выступать за «Динамо-Казань-УОР» в высшей лиге «Б» чемпионата России. В 2018 году в 15-летнем возрасте была переведена в основную команду клуба «Динамо-Казань» и практически с начала чемпионата России 2018/2019 прочно заняла место в стартовом составе команды, выступающей в суперлиге. В декабре 2018 года выиграла свою первую медаль на взрослом уровне, став бронзовым призёром розыгрыша Кубка России. В 2020 в составе казанской команды стала чемпионкой России.
В 2022 году перешла в калининградский «Локомотив», за который отыграла два сезона, став в его составе двукратным серебряным призёром чемпионатов России. В 2024 заключила контракт с волейбольным клубом из итальянской Новары, выиграв в 2025 в составе его команды («Игор Горгондзола») Кубок ЕКВ. Признана лучшим игроком финальной серии розыгрыша.  
В 2017 году Татьяна Кадочкина привлекалась к выступлению за сборные России сразу двух возрастов, будучи моложе всех своих коллег по командам. В апреле на проходившем в Нидерландах чемпионате Европы среди девушек до 18 лет выиграла золотые награды. В июле в Болгарии стала серебряным призёром чемпионата Европы среди девушек до 16 лет и была признана лучшим игроком первенства, а спустя месяц в Аргентине на чемпионате мира среди девушек до 18 лет стала обладательницей бронзовых медалей. Кроме этого, в декабре стала победителем чемпионата EEVZA (Восточно-европейской волейбольной зональной ассоциации), проходившего в Москве.
В 2018 году молодая спортсменка продолжила выступления сразу за две российские сборные разных возрастов — молодёжную и юниорскую. В апреле в Болгарии на чемпионате Европы среди девушек (до 17 лет) выиграла «золото», а в сентябре в Албании на молодёжном первенстве континента — «серебро».  
В 2021 Татьяна Кадочкина дебютировала в национальной сборной России, приняв участие в чемпионате Европы, на котором провела 7 игр и набрала 48 очков.  

### Клубная карьера
- 2017—2019 —  «Динамо-Казань»-УОР (Казань);
- 2018—2022 —  «Динамо-Казань»/ «Динамо-Ак Барс» (Казань);
- 2022—2024 —  «Локомотив» (Калининград);
- с 2024 —  «Игор Горгондзола» (Новара).

## Достижения

### С клубами
- Чемпионка России 2020;
  - двукратный серебряный призёр чемпионатов России — 2023, 2024.
  - бронзовый призёр чемпионата России 2021.
- двукратный победитель розыгрышей Кубка России — 2020, 2021;
  - серебряный (2022) и бронзовый (2018) призёр Кубка России.
- обладатель Суперкубка России 2020.

- победитель розыгрыша Кубка ЕКВ 2025.

### Со сборными России
- бронзовый призёр чемпионата мира среди девушек 2017.
- серебряный призёр молодёжного чемпионата Европы 2018.
- двукратная чемпионка Европы среди девушек — 2017, 2018.
- серебряный призёр чемпионата Европы среди младших девушек 2017.
- чемпионка EEVZA среди младших девушек 2017.

### Индивидуальные
- 2017: MVP чемпионата Европы среди младших девушек (до 16 лет).
- 2017: MVP чемпионата EEVZA.
- 2025: MVP финальной серии Кубка ЕКВ.

## Личная жизнь
30 декабря 2022 года вышла замуж волейболиста казанского «Зенита» Дениса Толока.